# Kostel svatého Jiří (Tři Bubny)
Venkovský gotický kostel svatého Jiří, pocházející ze třetí čtvrtiny 14. století, se nachází u osady Tři Bubny, místní části obce Orel v okrese Chrudim. Kostel, situovaný na návrší, tvoří významnou krajinnou dominantu celého okolí. Od roku 1958 je chráněn jako nemovitá kulturní památka ČR.

## Historie
Kostel svatého Jiří byl centrálním bodem zaniklého komplexu hradištního a středověkého osídlení rozkládajícího se na návrší Tři Bubny. 
První písemná zmínka o kostele pochází z roku 1349, kdy se zde nacházela plebánie, stojící mimo sídlo. Kostel sloužil několika sídlům v okolí a neměl vlastního faráře. Za třicetileté války byl poškozen vojsky, koncem 18. století dvakrát vyhořel. 
V letech 1881–1882 byl kostel upraven v neogotickém stylu architektem Františkem Schmoranzem starším. Na místě starší sakristie vznikla větší přístavba při severním presbytáři, a byl upraven interiér lodi včetně oken, klenby a kruchty. Původně nízká západní věž z počátku 18. století byla v roce 1895 přestavěna a zvýšena. Nástěnné malby pocházející z počátku 15. století byly objeveny a restaurovány v roce 1941. 
Kolem kostela se dochovaly zbytky hvězdicovité barokní pevnosti s pětibokými bastiony, zřízené roku 1778 během války o dědictví bavorské. 

## Popis
Gotický kostel svatého Jiří tvoří asymetrické dvoulodí. V širší severní lodi je v polygonálním presbytáři vyobrazení svatého Jiří, jižní části dominuje oltář Panny Marie a nástěnné malby z první poloviny 15. století. 
V kostele se nachází 15 kamenných epitafů, které byly v roce 1866 vyzdviženy z podlahy a zasazeny do vnitřních zdí presbytáře a pod kruchtu. Kvůli jejich poškození nelze dobře přečíst obsah, přesto připomínají zemřelé příslušníky rodů, které vlastnily orelské panství.

## Galerie

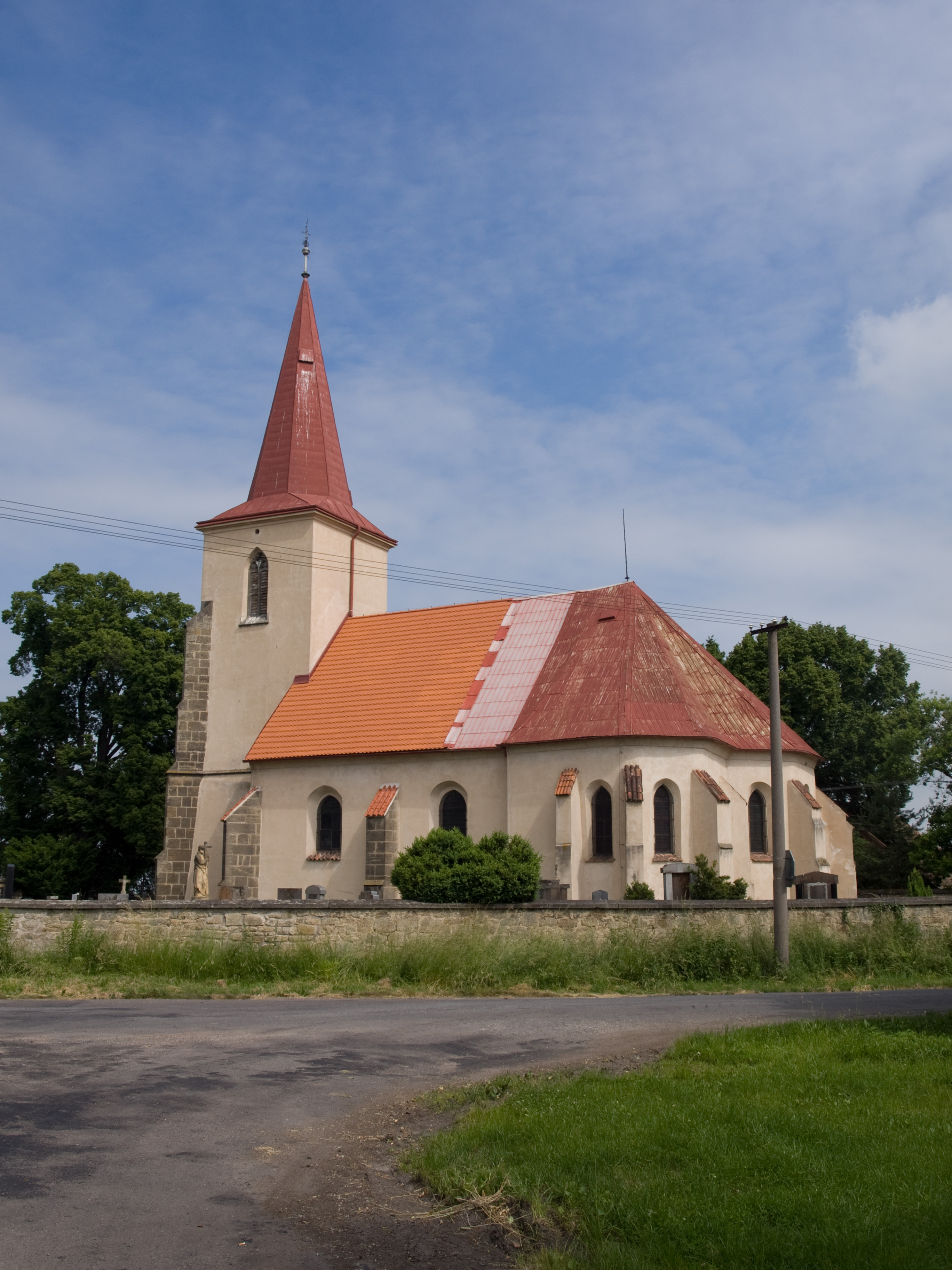
Pohled na kostel svatého Jiří v osadě Tři Bubny
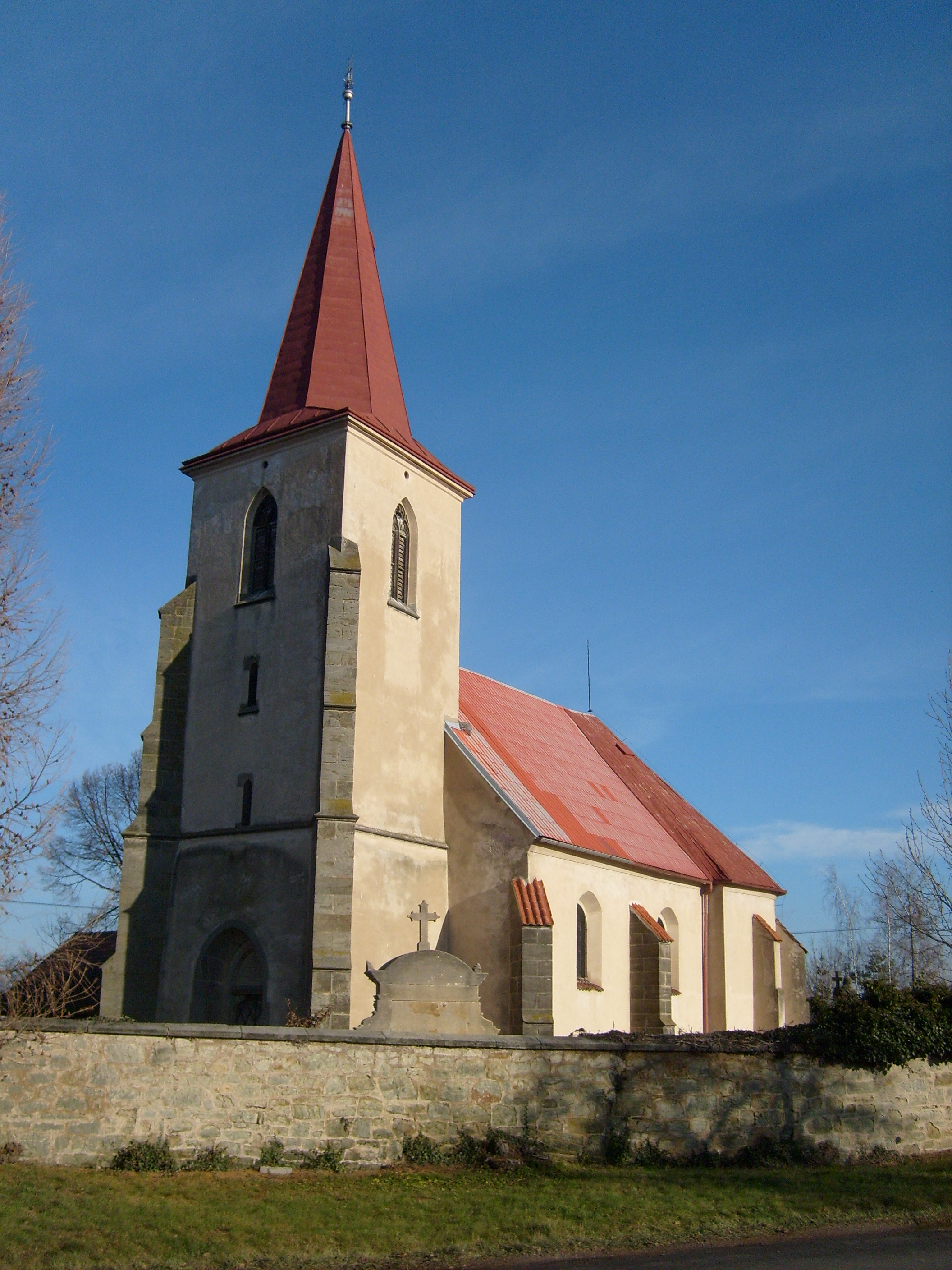
Pohled na kostel svatého Jiří v osadě Tři Bubny
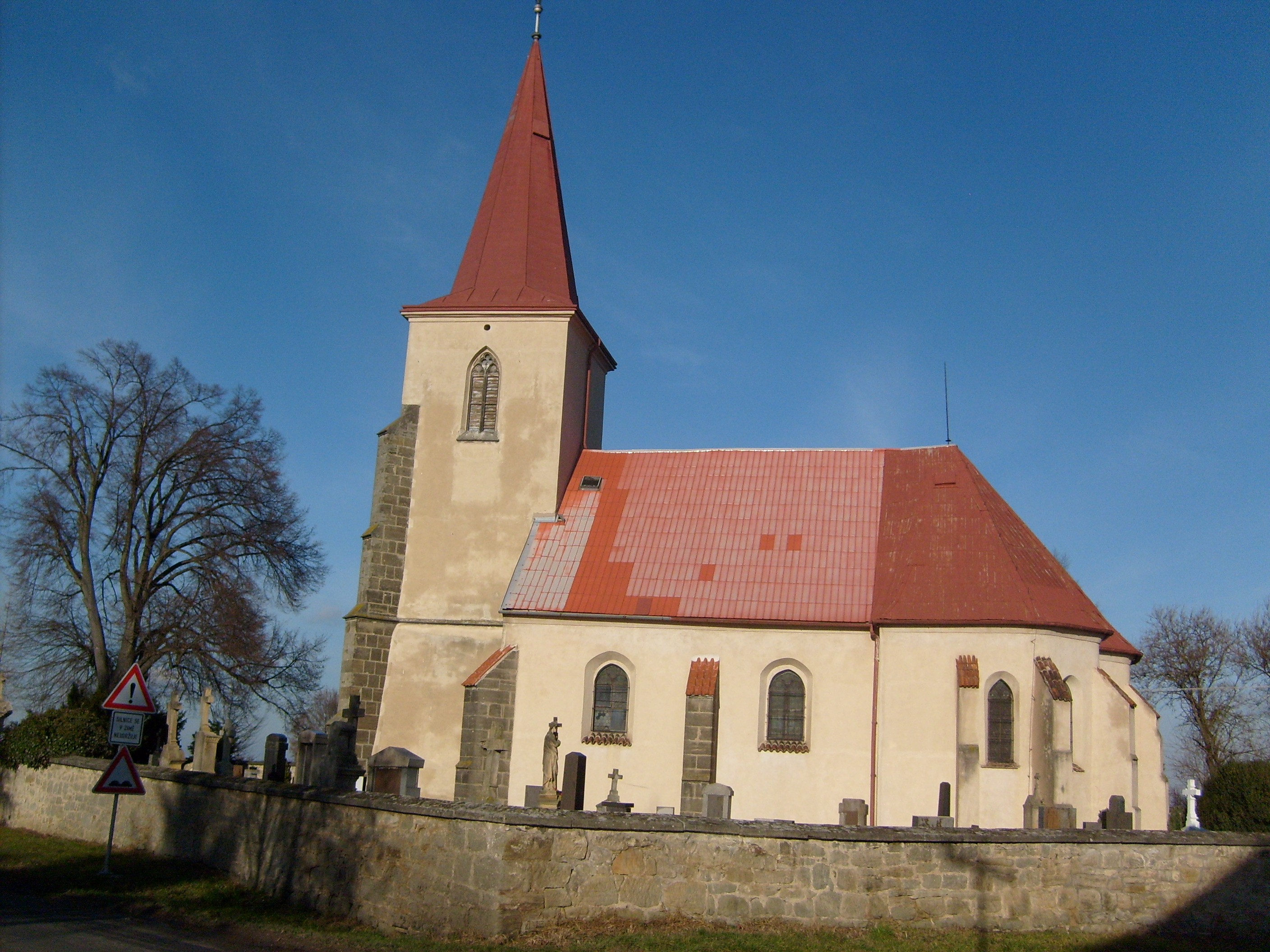
Pohled na kostel svatého Jiří v osadě Tři Bubny
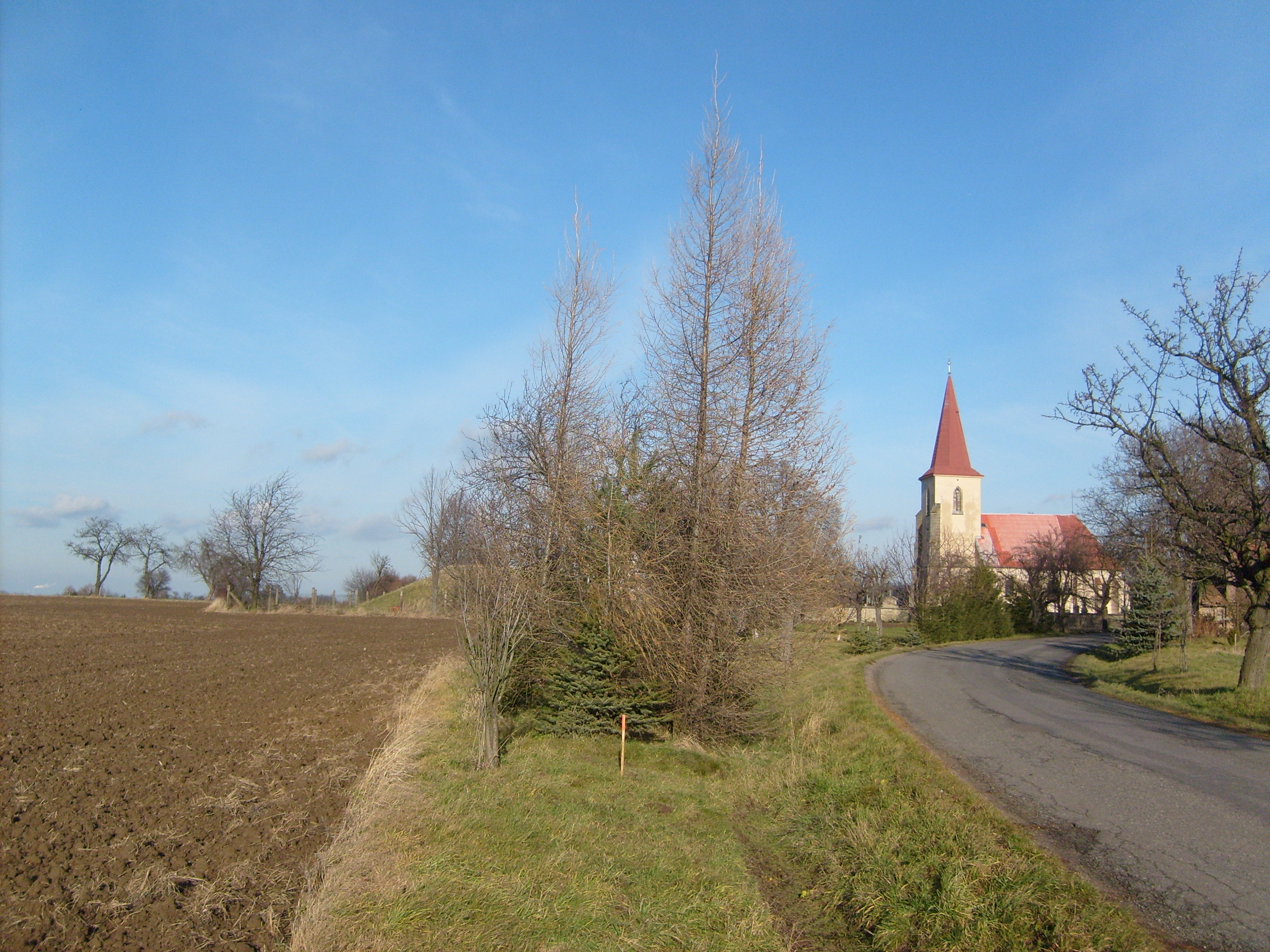
Pohled na kostel svatého Jiří v osadě Tři Bubny